# 113949 Bahcall
113949 Bahcall este un asteroid din centura principală de asteroizi.

## Descriere
113949 Bahcall este un asteroid din centura principală de asteroizi. A fost descoperit pe 4 octombrie 2002 la Apache Point Observatory în cadrul programului Sloan Digital Sky Survey. Asteroidul prezintă o orbită caracterizată de o semiaxă mare de 3,14 ua, o excentricitate de 0,18 și o înclinație de 11,5° în raport cu ecliptica.